# Podwojponie
Podwojponie (lit. Pavaiponė) – wieś w Polsce położona w województwie podlaskim, w powiecie suwalskim, w gminie Szypliszki.
W latach 1975–1998 miejscowość administracyjnie należała do województwa suwalskiego.
Przez miejscowość przebiega droga krajowa nr 8.
Wieś znajduje się w pobliżu przejścia granicznego Budzisko-Kalvarija.
Urodził się tutaj Augustyn Januszewicz, duchowny katolicki, franciszkanin, biskup, misjonarz.